# Zolessia lucernaria
Zolessia lucernaria är en fjärilsart som beskrevs av Walker. Zolessia lucernaria ingår i släktet Zolessia och familjen silkesspinnare. Inga underarter finns listade i Catalogue of Life.